# Finow (Eberswalde)
Finow (IPA: [ˈfiːnoː]) è una frazione della città tedesca di Eberswalde, nel Brandeburgo.

## Storia
Il comune di Finow fu creato nel 1928 dall'unione dei comuni di Eisenspalterei-Wolfswinkel, Heegermühle e Messingwerk. Nel 1935 acquisì il titolo di città.
Nel 1970 Finow fu unita alla limitrofa città di Eberswalde, a formare la nuova città di Eberswalde-Finow (dal 1993 ribattezzata semplicemente Eberswalde).